# Khniss

Khniss (àrab: خنيس, Ḫnīs) és una petita ciutat del Sahel tunisià, situada 5 km al sud de Monastir, a la costa de la mar Mediterrània. Està enganxada als llocs de Bembla, a l'oest, i de Ksibet el-Médiouni, al sud. Forma part de la governació de Monastir, de la qual forma una municipalitat amb 11.229 habitants el 2014.

## Economia
Tradicionalment, l'activitat econòmica de la vila es basava en el cultiu de l'olivera, la pesca, les pedreres (que han deixat algun paisatge desfigurat) i l'artesania tèxtil.
La ciutat s'havia especialitzat en el treball de la llana i el teixit de diversos abrics tradicionals de llana com les ferrachia o les abena, de vestimentes com el barnús i el kadroun, de tapissos com el kilim, etc.
Actualment, l'economia local és més diversificada, tot i que segueix dominada per les exportacions de la indústria tèxtil, sobretot del prêt-à-porter. Amb l'estructura moderna de la indústria tèxtil, el treball tradicional de la llana, mancat d'innovacions i d'adaptació a les darreres tecnologies, ha patit un xoc i la seva importància està en retrocés. Aquesta situació representa una amenaça real per a la forma de treballar tradicional.
L'aqüicultura és practicada a la llacuna des de fa trenta anys, especialment després de la instal·lació a la zona d'una filial de l'Institut Nacional de Ciències i Tècniques de la Mar i d'un centre de cures per a les tortugues marines, en particular de la tortuga careta, que té un dels seus principals llocs de posta ben a prop, cap a les illes Kuriat. En una zona pròxima al canal que uneix la llacuna amb el mar, s'hi han instal·lat parcs aqüícoles.

## Administració
Forma una municipalitat o baladiyya, amb codi geogràfic 32 12 (ISO 3166-2:TN-12).
Al mateix temps, dividida en els sectors o imades de Khniss (32 51 58) i Khniss Nord (32 51 59), s'integra dins de la delegació o mutamadiyya de Monastir (32 51).